# كريستين أبراهامز
كريستين أبراهامز (بالإنجليزية: Christine Abrahams)‏ هي أمينة الأرشيف أسترالية، ولدت في 5 مارس 1939، وتوفيت في أكتوبر 1994.